# جوناثان شتاينبرغ
جوناثان شتاينبرغ (بالإنجليزية: Jonathan Steinberg)‏ هو مؤرخ العصر الحديث ‏ ومؤرخ أمريكي، ولد في 8 مارس 1934 في نيويورك في الولايات المتحدة.